# Davy Burnaby
Pour les articles homonymes, voir Burnaby (homonymie).
Davy Burnaby ou George Davy-Burnaby (né le 7 avril 1881 à Buckland, Hertfordshire, en Angleterre - mort le 18 avril 1949 à Angmering, Sussex en Angleterre) est un interprète anglais de comédies musicales divertissantes et un acteur de films musicaux. Il a également écrit plusieurs chansons.

## Biographie
George Burnaby est le fils du révérend Henry Fowke Burnaby et de Louisa Jane Davy. Il fréquente la Haileybury Public School avant d'aller à Pembroke College à Cambridge. Il épouse Vera Maud Lambert Turner en 1908, puis Mabel Grace Woof.
Au début des années 1920, Davy Burnaby décide avec ses amis, Archie de Bear et Laddie Cliff, de fonder une troupe d'artistes de variétés sur le modèle des spectacles musicaux de Pierrot qui étaient très nombreux à l'époque en Angleterre, notamment dans les villes de villégiature du bord de mer. Les trois amis investissent 900 £ pour cela. D'abord appelé les Anti-Wasters, puis les Bow-Wows, le groupe devient finalement The Co-optimists et connaît vite un grand succès populaire au Royalty Theatre, une petite salle de spectacle de Londres, située dans le quartier de Soho. La salle est située juste à côté du studio de la société Marconi qui expérimente à l'époque les toutes premières émissions de variétés radiophoniques et les Co-Optimists feront tout naturellement partie des premiers artistes à s'y produire. Un enregistrement datant de 1922 a été préservé et édité en 1976.
Davy Burnaby a été indirectement à l'origine du nom d'une créature légendaire du Canada. En effet, dans ses spectacles, Davy Burnaby chante une chanson humoristique intitulée The Opo-Gopo qui décrit un animal imaginaire fantasque. Grâce à son interprétation, cette chanson connaît un grand succès populaire. En août 1926, au cours d'une soirée organisée dans la ville de Vernon en Colombie-Britannique, un groupe d'amateurs chante une parodie de la chanson. Cette parodie incite les habitants de la région à donner le nom « Opogopo » au monstre légendaire qui vivrait dans le lac Okanagan, situé à proximité.
Dans les années 1930 Davy Burnaby apparaît dans plusieurs films, des comédies dans lesquelles il joue des rôles de colonel, major ou lord, souvent colériques comme dans Boys Will be Boys, qui lui permettent de profiter de la rondeur de son physique et de sa verve.

## Filmographie
- 1929 : The Devil's Maze (réalisation : Gareth Gundrey), M. Fry
- 1929 : The Co-Optimists (réalisation : Laddie Cliff et Edwin Greenwood)
- 1933 : That's My Wife (réalisation : Leslie S. Hiscott), le major Harbottle
- 1933 : Strike It Rich (réalisation : Leslie S. Hiscott), Humphrey Wells
- 1933 : A Shot in the Dark (réalisation : George Pearson), le colonel Michael Browne
- 1934 : Radio Parade of 1935 (réalisation : Arthur B. Woods)
- 1934 : Are You a Mason? (réalisation : Henry Edwards), John Halton
- 1935 : Boys Will be Boys (réalisation : Will Hay), le colonel Crableigh
- 1935 : While Parents Sleep (réalisation : Will Hay), Lord Cattering
- 1938 : Kicking the Moon Around (réalisation : Walter Forde), le magistrat
- 1938 : Second Best Bed, (réalisation : Tom Walls), Lord Kingston
- 1938 : Many Tanks Mr. Atkins, (réalisation : Roy William Neill), Lord Fishlock
- 1939 : Come on George! (réalisation : Anthony Kimmins), le colonel Bollinger
- 1939 : Anything To Declare?, (réalisation : Redd Davis), Lord Fishlock

## Revues et comédies musicales
- The Belle of Brittany, de Howard Talbot et Marie Horne, d'après un livret de Leedham Bantock et P. J. Barrow, sur des paroles de Percy Greenbank, première au Queen's Theatre, Londres, le 24 octobre 1908[6]
- To-Night's the Night, de Paul Rubens et Percy Greenbank, première au Shubert Theatre à Broadway (New York) le 24 décembre 1914, joué jusqu'au 27 mars 1915, Davy Burnaby y joue le rôle de Robin Carraway
- Theodore & Co., de  H. M. Harwood et George Grossmith Jr. (d'après une comédie de Paul Gavault), première au Gaiety Theatre à Londres le 19 septembre 1916 (503 représentations), Davy Burnaby y joue le rôle de Bompas, 24e duc de Shetland
- Yes, Uncle!, de Austen Hurgen et George Arthurs (musique de Nat D. Ayer et paroles de Clifford Grey), première au Prince of Wales Theatre à Londres le 16 décembre 1917, Davy Burnaby y joue le rôle d'oncle Brab
- The Co-optimists, première au Royalty Theatre à Londres le 27 juin 1921, 500 performances exécutées en huit versions jusqu'en 1935

## Chansons
- 1917 : Smoke Clouds (paroles écrites par Davy Burnaby et Ernest C. Rolls, musique composée par Herman Darewski[7])
- 1921 : M'yes! M'no! (paroles écrites par Davy Burnaby, musique composée par Melville Gideon[8])
- 1931 : Buy British (paroles écrites par Davy Burnaby, musique composée par Billy Mayerl et Philipp Crook[9])

### Ouvrages
- John Venn, Alumni Cantabrigienses: A Biographical List of All Known Students, Graduates and Holders of Office at the University of Cambridge, from the Earliest Times to 1900, Cambridge University Press, 15 sept. 2011 - 568 pages. La biographie de George Davy Burnaby y est située en page 456.